# Stanisław Krzystolik
Stanisław Krzystolik (ur. 8 marca 1908 roku w Tychach, zm. 3 lipca 1942 w Dachau) – ksiądz.
Urodzony w Glince, jako syn rolnika Jana i Franciszki z d. Mikołajec. W Tychach uczęszczał do szkoły elementarnej, a po jej ukończeniu został w kwietniu 1919 przyjęty do Państwowego Gimnazjum Klasycznego w Pszczynie. Po maturze zapisał się na Wydział Prawa Uniwersytetu Jagiellońskiego, lecz po roku przeniósł się do Śląskiego Seminarium Duchownego w Krakowie, gdzie nie został przyjęty ze względu na zły stan zdrowia. Później pracował w Urzędzie Kontroli Skarbowej w Mysłowicach.
W roku 1934 przyjął święcenia kapłańskie z rąk bpa Stanisława Adamskiego. Najpierw został skierowany na zastępstwo do Tychów, a później, od 20 sierpnia 1934, do parafii św. Antoniego z Padwy w Siemianowicach Śląskich. Od 5 marca 1935 był wikarym w parafii św. Marii Magdaleny w Cieszynie. Ostatnim etapem jego duszpasterskiej posługi była parafia w Chropaczowie. Przybył tu 30 kwietnia 1937 i został wikarym w parafii Matki Bożej Różańcowej.
3 maja 1940 roku został aresztowany na probostwie chropaczowskiej parafii. Bezpośrednim powodem aresztowania było złamanie zakazu władz hitlerowskich dotyczące zakazu posługiwania się językiem polskim w miejscach publicznych. Ksiądz Krzystolik na specjalne życzenie rodziny z kolonii Guidotto właśnie po polsku i to głośno zmówił modlitwę w intencji jakiej mu ją powierzono. Po aresztowaniu przewieziony do niemieckiego obozu koncentracyjnego KL Dachau, potem do obozu Mauthausen-Gusen, gdzie ciężko pracował w kamieniołomach. Wyczerpanego znów przewieziono do KL Dachau i tam zmarł na skutek wycieńczenia 3 lipca 1942 roku